# Koninklijk Nederlands Landbouw-Comité

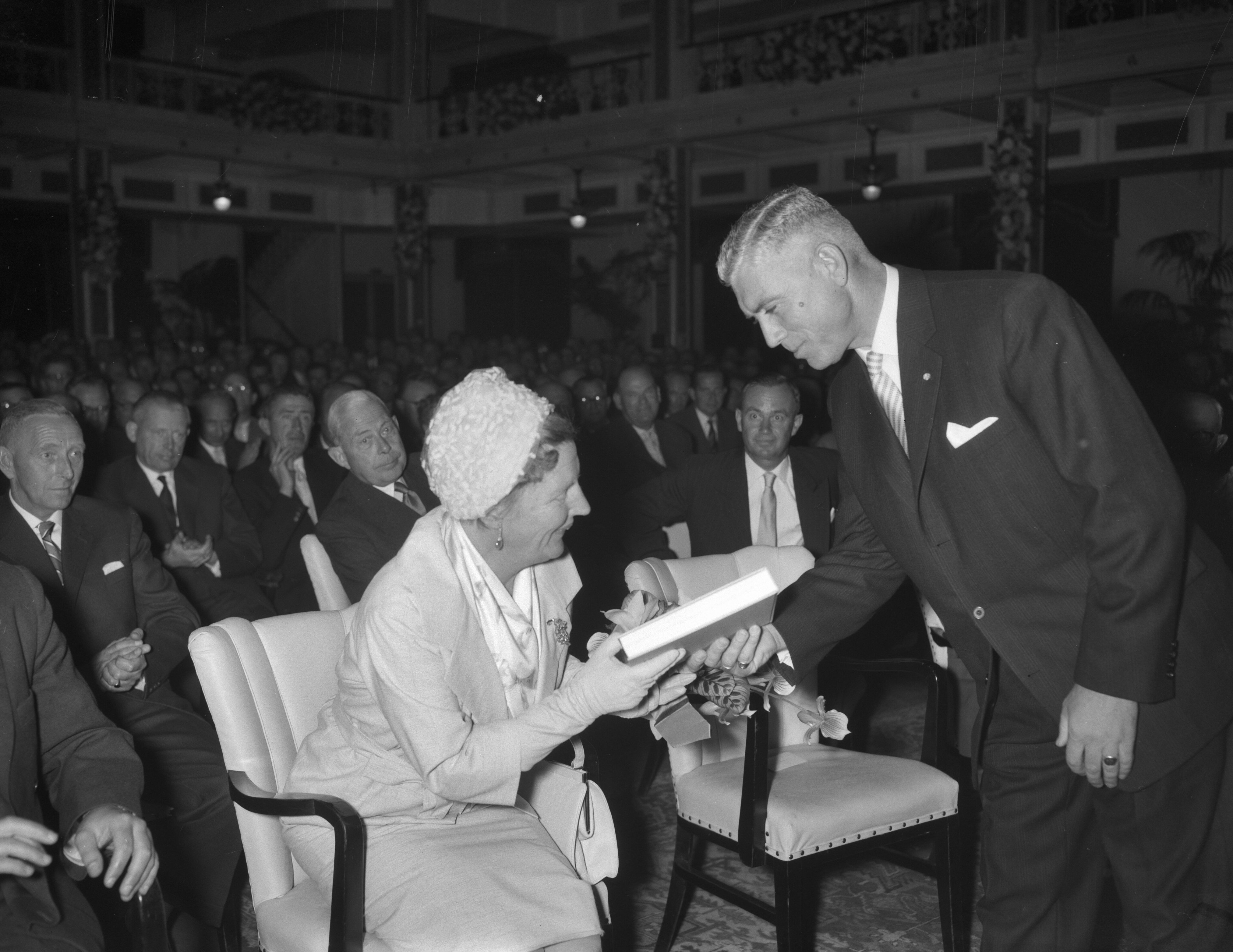
75-jarig bestaan van het Koninklijke Nederlandse Landbouw Comite in aanwezigheid van koningin Juliana (1959)

Het Koninklijk Nederlands Landbouwcomité (KNLC) was een liberale Nederlandse werkgeversorganisatie voor boeren. De organisatie werd in 1918 opgericht als een fusie van het Nederlands Landbouwcomité (NLC) en de Koninklijke Nederlandsche Landbouwvereniging (KNLV).
Het KNLC behartigde de materiële belangen van boeren. De leden waren de 10 provinciale niet-christelijke landbouworganisaties (Friese Maatschappij van Landbouw, Groninger Maatschappij van Landbouw, de Veenkoloniale Boerenbond, het Drents Landbouwgenootschap, Overijsselse Maatschappij van Landbouw, Utrechts Landbouwgenootschap, Hollandse Maatschappij van Landbouw, de Zeeuwse Landbouwmaatschappij en de Noord Brabantse Maatschappij van Landbouw.
In 1995 ging KLNC op in de Land- en Tuinbouworganisatie Nederland.